# Langobardska središta u Italiji
Langobardska središta u Italiji čini sedam mjesta moći od 568. do 774. godine na Apeninskom poluotoku. Ova mjesta svjedoče o velikim dostignućima Langobarda koji su emigrirali iz sjeverne Europe i razvili svoju originalnu kulturu u Italiji gdje su vladali velikim teritorijem u 6., 7. i 8. stoljeću. Langobardska kultura je bila sinteza arhitektonskih stilova koji označavaju prijelaz iz antike do europskog srednjeg vijeka, uključujući baštinu starog Rima, ranokršćanske duhovnosti, bizantskih utjecaja i germanske sjeverne Europe. 
Skupina ovih sedam mjesta moći svjedoče o glavnoj ulozi Langobarda u duhovnom i kulturnom razvoju srednjovjekovnog europskog kršćanstva, pogotovo potičući razvoj monaštva. Zbog toga je sedam sljedećih lokaliteta upisano na UNESCO-ov popis mjesta svjetske baštine u Europi 2011. godine:
- Cividale del Friuli (Udine) - tzv. Area della Gastaldaga, područje s ostacima patrijarhalne palače (današnji Nacionalni arheološki muzej) patrijarha Callista s bazilikom (slika desno) i krstionicom sv. Ivana Krstitelja, te kompleks langobardskog hrama (danas oratorij Santa Maria in Valle) koji ima jedine čiste lombardijske frizove, koji su jedina poveznica između umjetnosti antike i karolinške renesanse.
- Kompleks crkve San Salvatore, osnovane 753. god. kao crkva samostana i kasnije posvećenog sv. Juliji (Santa Giulia) (Brescia) koji je dovršen tek 1599. god.
- Kaštel s "tornjem torbi" i Gospinom crkvom izvan zidina (Santa Maria foris portas) u Castelsepriou (Varense) - bivši starorimski castrum koji je pretvoren u stražarnicu samostana posvećenog Gospi, a koji je postao prva trgovačka postaja Langobarda u 8. st. Bazilika je trobrodna bazilika sa središnjom apsidom u kojoj se nalaze najveće freske predromanike.
- Kompleks Santa Sofia (Benevento) je osnovao vojvoda Arehis II. od Beneventa 760. god. i sagrađena je po uzoru na kapelu Liutpranda iz Pavije koja je opet izgledala kao središnji brod Aja Sofije. Od izvornih fresaka sačuvane su one u boćnim apsidama. Kasnije je, u 13. st., oko nje sagrađena samostanska crkva.
- Bazilika San Salvatore u Spoletu (Perugia) je ranokršćanska bazilika iz 4. – 5. st. koju su Langobardi obnovili i jako proširili u 8. st. Ona je trobrodna s trostrukim svetištem iznad kojeg je osmerokutni svod, dok je apsida polukružna i okružena s dvije prostorije, tako da izvana imaju zajednički ravan zid. Pročelje s polustupovima i tri portala ukrašena antičkim motivima joj je sačuvano u izvornom obliku.
- Clitunovo svetište, Campello sul Clitunno (Perugia), je starorimski korintski hram koji su Langobardi pretvorili u Crkvu sv. Spasitelja (San Salvatore). Ona na zapadnom pročelju ima gredu s rijetkim latinskim epigrafskim langobardskim natpisom. Unutra ima bačvasti svod s apsidom na kraju, te freskama iz 7. st.
- Svetište sv. Mihovila, Monte Sant'Angelo (Foggia), je bilo nacionalno langobardsko svetište nakon osvajanja Gargana (7. st.) čiji su pkrovitelji bili langobardski vladari i vojvode Beneventa.

- Krstionica patrijarha Callista iz Cividalea
- Plutej crkve San Salvatore  (Brescia)
- Crkva izvan zidina Santa Maria foris portas (Castelseprio)
- Kompleks Santa Sofia (Benevento)
- Clitunovo svetište, Campello sul Clitunno (Perugia)
- Svetište San Michele (Monte Sant'Angelo)

## Poveznice
- Predromanika
- Starohrvatska umjetnost
- Spomenici Kraljevine Asturije u Oviedu i okolici